# Tom and Jerry: Frantic Antics
Tom and Jerry: Frantic Antics (с англ. — «Том и Джерри: Безумные выходки»), в Японии известная как просто Tom and Jerry (яп. トムとジェリー Тому то Дзэри:) — видеоигра в жанре платформер, вышедшая в 1993 году для карманной консоли Game Boy и в 1994 году для игровой приставки Sega Mega Drive. Игра создана по мотивам полнометражного мультфильма «Том и Джерри».

## Игровой процесс

### Sega Mega Drive/Genesis
Главные персонажи игры — кот Том и мышонок Джерри. Вместе они должны найти своего друга, девочку по имени Робин Старлинг, которая была похищена ужасной миссис Фигг.
В игре предстоит пройти несколько уровней. Среди них — чердак и подвал большого дома, библиотека, трущобы, парк развлечений и др. Графически уровни выполнены с использованием двухмерной графики; здесь использована горизонтальная прокрутка — таким образом, «длина» локаций значительно превосходит их «высоту». Сами уровни представляют собой замкнутые локации, по которым можно передвигаться в любом направлении.   
Уровни довольно сложны, на них много врагов и разнообразных ловушек. Прохождение облегчают предметы, которыми можно бросаться в противников и особый спецприём, который могут использовать герои. Для пополнения здоровья Том собирает рыбки, а Джерри — кусочки сыра. Также встречаются специальные предметы, без которых нельзя завершить уровень.
На каждый уровень выдаётся определённое количество времени, за которое надо его пройти. Если отведённое время заканчивается, а уровень не пройден, игрок начинает его заново и теряет при этом одну жизнь.
Также на уровнях в тайниках и труднодоступных местах скрыты бонусы, напоминающие медальоны. Обычно таких медальонов четыре. Их можно собирать, хотя это необязательно — в основном это влияет только на очки игры.
Враги в игре — крысы, вооружённе ружьями, передвигающиеся также на машинах и велосипедах, хомяки с книгами и др. На разных уровнях встречаются хищные рыбы, падающие горшки и люстры, шары для боулинга, хомяки-водолазы, неисправные водоколонки и электрощиты и многое другое. Большинство из них уничтожаются либо специальным предметом, либо спецприёмом. Но иногда встречаются и более сильные враги. В конце игры предстоит сразиться с самой миссис Фигг.

### Game Boy
Версия игры для карманной консоли Game Boy представляет собой платформер с двухмерной графикой. Уровни построены с применением тайловой, а персонажи — спрайтовой графики соответственно. Как и большинство платформеров, игра использует горизонтальный скроллинг: игровые экраны сменяют друг друга слева направо по мере продвижения героя, а «длина» локаций превосходит их «высоту». 
Сюжет версии сходен с сюжетом для Sega Mega Drive/Genesis: Робин Старлинг убегает из дома своей злой тётушки, миссис Фигг, а Том и Джерри помогают девочке найти своего отца.
Игровой процесс заключается примерно в следующем: протагонисты, кот Том и мышонок Джерри, проходят каждый из десяти доступных уровней-локаций от начала до конца. Здесь они преодолевают разнообразные препятствия и собирают предметы (среди которых есть необходимые по сюжету). На каждый из уровней отводится определённый лимит времени.
Уровень здоровья персонажей отображает специальный индикатор (линейка здоровья), значение которого уменьшается при контакте персонажа с врагами. Рядом с этим индикатором располагается анимированное изображение героя, меняющееся в зависимости от текущего уровня здоровья. 
В игре присутствует система паролей для уровней.